# Bletia urbana
Bletia urbana är en orkidéart som beskrevs av Robert Louis Dressler. Bletia urbana ingår i släktet Bletia och familjen orkidéer. Inga underarter finns listade i Catalogue of Life.